# (7277) Klass
(7277) Klass (1983 RM2) – planetoida z pasa głównego asteroid okrążająca Słońce w ciągu 4,23 lat w średniej odległości 2,62 j.a. Odkryta 4 września 1983 roku.